# Његовуђа
Његовуђа је насеље у општини Жабљак у Црној Гори. Према попису из 2003. било је 227 становника (према попису из 1991. било је 288 становника).

## Демографија
У насељу Његовуђа живи 185 пунолетних становника, а просечна старост становништва износи 42,0 година (38,7 код мушкараца и 45,8 код жена). У насељу има 81 домаћинство, а просечан број чланова по домаћинству је 2,80.
Ово насеље је углавном насељено Србима (према попису из 2003. године).
|  |

| Демографија | Демографија | Демографија |
| Година      | Становника  | Становника  |
| ----------- | ----------- | ----------- |
|             |             |             |
|             |             |             |
|             |             |             |
|             |             |             |
| 1948.       | 67          |             |
| 1953.       | 146         |             |
| 1961.       | 210         |             |
| 1971.       | 299         |             |
| 1981.       | 264         |             |
| 1991.       | 288         | 288         |
| 2003.       | 227         | 227         |
|             |             |             |

| Етнички састав према попису из 2003.‍ | Етнички састав према попису из 2003.‍ | Етнички састав према попису из 2003.‍ | Етнички састав према попису из 2003.‍ | Етнички састав према попису из 2003.‍ |
| ------------------------------------ | ------------------------------------ | ------------------------------------ | ------------------------------------ | ------------------------------------ |
|                                      |                                      |                                      |                                      |                                      |
| Срби                                 | Срби                                 |                                      | 150                                  | 66,07%                               |
| Црногорци                            | Црногорци                            |                                      | 69                                   | 30,39%                               |
| непознато                            | непознато                            |                                      | 0                                    | 0,0%                                 |

| Година пописа     | 1948. | 1953. | 1961. | 1971. | 1981. | 1991. | 2003. |
| ----------------- | ----- | ----- | ----- | ----- | ----- | ----- | ----- |
| Број домаћинстава | 15    | 24    | 43    | 67    | 63    | 87    | 81    |

| Број чланова      | 1  | 2  | 3  | 4  | 5  | 6 | 7 | 8 | 9 | 10 и више | Просек |
| ----------------- | -- | -- | -- | -- | -- | - | - | - | - | --------- | ------ |
| Број домаћинстава | 81 | 21 | 18 | 14 | 17 | 7 | 3 | 1 | 0 | 0         | 0      |

| Пол    | Укупно | Неожењен/Неудата | Ожењен/Удата | Удовац/Удовица | Разведен/Разведена | Непознато |
| ------ | ------ | ---------------- | ------------ | -------------- | ------------------ | --------- |
| Мушки  | 104    | 49               | 46           | 5              | 4                  | 0         |
| Женски | 93     | 25               | 43           | 20             | 5                  | 0         |
| УКУПНО | 197    | 74               | 89           | 25             | 9                  | 0         |

| Пол    | Укупно                    | Пољопривреда, лов и шумарство | Рибарство                            | Вађење руде и камена | Прерађивачка индустрија       |
| ------ | ------------------------- | ----------------------------- | ------------------------------------ | -------------------- | ----------------------------- |
| Мушки  | 46                        | 22                            | 0                                    | 0                    | 2                             |
| Женски | 16                        | 1                             | 0                                    | 0                    | 1                             |
| УКУПНО | 62                        | 23                            | 0                                    | 0                    | 3                             |
| Пол    | Производња и снабдевање   | Грађевинарство                | Трговина                             | Хотели и ресторани   | Саобраћај, складиштење и везе |
| Мушки  | 1                         | 1                             | 0                                    | 1                    | 5                             |
| Женски | 0                         | 0                             | 3                                    | 3                    | 0                             |
| УКУПНО | 1                         | 1                             | 3                                    | 4                    | 5                             |
| Пол    | Финансијско посредовање   | Некретнине                    | Државна управа и одбрана             | Образовање           | Здравствени и социјални рад   |
| Мушки  | 0                         | 0                             | 6                                    | 5                    | 1                             |
| Женски | 0                         | 1                             | 2                                    | 2                    | 1                             |
| УКУПНО | 0                         | 1                             | 8                                    | 7                    | 2                             |
| Пол    | Остале услужне активности | Приватна домаћинства          | Екстериторијалне организације и тела | Непознато            | Непознато                     |
| Мушки  | 2                         | 0                             | 0                                    | 0                    | 0                             |
| Женски | 2                         | 0                             | 0                                    | 0                    | 0                             |
| УКУПНО | 4                         | 0                             | 0                                    | 0                    | 0                             |